# 2010年冬季残疾人奥林匹克运动会轮椅冰壶比赛
2010年冬季残疾人奥林匹克运动会轮椅冰壶比賽由3月13日至20日在山峰公園（Hillcrest Centre）舉行，共會頒發1枚金牌。共有來自10個代表團的50名選手參加。

## 比赛分级
- 比赛不分性别。

## 比赛形式
- 共10支球队参加。

## 参赛资格[1]
- 东道主： 加拿大（CAN）
- 其他参赛队，依据2007年、2008年和2009年三年世锦赛的名次总分决出。
  -  挪威（NOR）(第1名)
  -  美国（USA）(第3名)(注1)
  -  韩国（KOR）(第4名)
  -  英国（GBR）(第5名)(注2)
  -  瑞典（SWE）(第6名)
  -  瑞士（SUI）(第7名)
  -  德国（GER）(第8名)
  -  意大利（ITA）(第9名)
  -  日本（JPN）(第10名)

注：
1.因自动晋级的东道主 加拿大（CAN）总分列第二，故其名额由其后球队递补。
2.此名额系由 苏格兰获得，但因其非國際殘疾人奧委會成员，而且根據英國各方之間的協議，由表現最好的蘇格蘭代表英國，故此名额实际给 英国（GBR）。

## 各項成績
| 項目 | 金牌   | 金牌 | 银牌 | 银牌 | 铜牌 | 铜牌 |
| 混雙 | 加拿大 |      |      |      | 瑞典 |      |

## 外部連結
- 本屆残奥轮椅冰壶比賽時間表（页面存档备份，存于）
- 国际冰壶联合会官方网站（英文）（页面存档备份，存于）
- 国际残奥会官方网站（英文）（页面存档备份，存于）
- 2010年冬季奥林匹克运动会、冬季残奥会官方网站（英文）（页面存档备份，存于）